# 세노오 류스케
세노오 류스케(일본어: 妹尾 隆佑, 1986년 2월 20일 ~ )는 일본의 전 축구 선수이다.

## 구단 경력
과거 파지아노 오카야마에서 활동하였다.